# Teresa Melo
Maria Teresa Rocha de Magalhães Melo (1966) é uma matemática e investigadora operacional portuguesa, que trabalha como professora na escola de negócios da Universidade de Ciências Aplicadas de Saarland, uma Fachhochschule em Saarbrücken, na Alemanha. Os seus interesses de pesquisa incluem localização de instalações, gestão da cadeia de suprimentos e transporte de pacientes em hospitais.

## Educação e carreira
Melo nasceu em 1966 em Lisboa e estudou matemática aplicada na Universidade de Lisboa, onde formou-se em 1989 e lá concluiu o mestrado em estatística e investigação operacional em 1991. Em seguida, foi para o Instituto de Econometria da Universidade Erasmus de Rotterdam para fazer um doutoramento, completando o doutoramento em pesquisa operacional em 1996 com uma dissertação sobre o problema de programação económica de lotes.
Ela assumiu posições de pós-doutorado no Forschungszentrum Jülich e no Instituto Fraunhofer de Matemática Industrial em 1997 e 1999, respectivamente, e tornou-se professora convidada da Universidade Técnica de Kaiserslautern em 2000. Ela mudou-se para a universidade de Saarland como professora associada em 2007, e tornou-se professora titular em 2011. Na Saarland, ela também é co-diretora fundadora do Instituto de Gestão da Cadeia de Suprimentos e Gestão de Operações.